# Vallée d'Aoste Müller Thurgau
Le Vallée d'Aoste Müller Thurgau est un vin blanc italien de la région autonome Vallée d'Aoste doté d'une appellation DOC depuis le 30 juillet 1985. Seuls ont droit à la DOC les vins récoltés à l'intérieur de l'aire de production définie par le décret. Les vignobles autorisés se situent en Vallée d'Aoste dans les communes de Aoste, Arnad, Arvier, Avise, Aymavilles, Bard, Brissogne, Challand-Saint-Victor, Chambave, Champdepraz, Charvensod, Châtillon, Donnas, Fénis, Gressan, Hône, Introd, Issogne, Jovençan, La Salle, Montjovet, Morgex, Nus, Perloz, Pollein, Pontey,  Pont-Saint-Martin, Quart,  Saint-Christophe,  Saint-Denis, Saint-Nicolas,  Saint-Vincent, Sarre, Verrayes, Verrès, Villeneuve.

## Caractéristiques organoleptiques
- couleur: jaune paille avec des reflets verdâtre.
- odeur: intense, aromatique, caractéristique avec des arômes de banane et de pêche
- saveur: sec, fruité, légèrement aromatique, fin.

Le Vallée d'Aoste Müller Thurgau se déguste à une température de 8 à 10 °C et il se gardera  1 – 3 ans. 

## Production
Province, saison, volume en hectolitres :
- pas de données disponibles